# Microregione di Nhandeara
Nhandeara è una microregione dello Stato di San Paolo in Brasile, appartenente alla mesoregione di São José do Rio Preto.

## Comuni
Comprende 9 comuni:
- Macaubal
- Monções
- Monte Aprazível
- Neves Paulista
- Nhandeara
- Nipoã
- Poloni
- Sebastianópolis do Sul
- União Paulista